# Situationeel leiderschap
Het model van situationeel leiderschap stelt dat er vier basisstijlen van leiderschap zijn. Deze worden gekarakteriseerd door de mate van taakgerichtheid en persoonsgerichtheid van een leider. Het model stelt dat de meest effectieve leiderschapsstijl situatie-afhankelijk is, zoals van het ontwikkelingsniveau van de groep waaraan leiding wordt gegeven.
In situationele benaderingen wordt het gedrag van de leidinggevende gekoppeld aan het waarneembare gedrag van de individuele medewerker. Per situatie past een leidinggevende zijn stijl van leidinggeven aan.
Binnen situationeel leiderschap is situational control een belangrijk begrip. Het verwijst naar de mate waarin leidinggevenden in staat zijn om het gedrag van hun medewerkers te beïnvloeden. Door het gedrag van de medewerkers te observeren, en door het eigen gedrag (op individuele basis) aan te passen, is het voor een leider mogelijk om met vrij grote zekerheid te voorspellen wat het resultaat is van zijn ingrijpen.

## Leiderschapsstijlen
Aan de stijl van leidinggeven, wordt in deze benadering veel waarde gehecht. Situationeel leidinggeven gaat uit van vier soorten stijlen van leiding geven. Deze zijn gebaseerd op de mate van sturing en de mate van ondersteuning:
| Leiderschapsstijlen     | Leiderschapsstijlen        | Leiderschapsstijlen    |
| Mate van ondersteuning: | Mate van sturing:          | Mate van sturing:      |
| Mate van ondersteuning: | Weinig                     | Veel                   |
| ----------------------- | -------------------------- | ---------------------- |
| Weinig                  | delegerend                 | directief, instruerend |
| Veel                    | overleggend, participerend | overtuigend, coachend  |

De benadering stelt dat er geen algemeen geldende beste stijl van leidinggeven bestaat. De stijl van leidinggeven wordt immers gekoppeld aan het waarneembare gedrag van de individuele medewerker. Dit gedrag legt namelijk het competentieniveau bloot dat is opgebouwd uit drie elementen:
- Mate van kennis en vaardigheden.
- Mate van motivatie.
- Mate van zelfvertrouwen.